# توشیهیتو ایشیمارو
توشیهیتو ایشیمارو (انگلیسی: Toshihito Ishimaru؛ زادهٔ ۴ آوریل ۱۹۳۱) بوکسور اهل ژاپن بود.